# Ернал Філо
Ернал Філо (Ernal Filo) (14 червня 1968, Тирана)  — албанський дипломат. Надзвичайний і повноважний посол Республіки Албанії в Україні (з 2024).

## Життєпис
Народився 14 червня 1968 року в Тирані. Закінчив Тиранський університет, історико-філологічний факультет, вивчав албанську мову та літературу, на факультеті іноземних мов вивчав німецьку.
Після закінчення навчання викладав германістику в Тиранському університеті.
З 2011 по 2014 рр. — радник Посольства Республіки Албанія в Республіці Сербія.
З 2014 по 2018 рр. — Надзвичайний і Повноважний Посол Республіки Албанія в Чорногорії.
З 2018 по 2024 рр. — Повноважний міністр у Міністерстві Європи та закордонних справ Республіки Албанія
З 3 червня 2024 року — Надзвичайний і Повноважний Посол Республіки Албанія в Україні з резиденцією в Києві.
4 жовтня 2024 року — вручив копії вірчих грамот заступнику міністра закордонних справ України Євгену Перебийносу
12 листопада 2024 року — вручив вірчі грамоти Президенту України Володимиру Зеленському